# フォーミュラ3

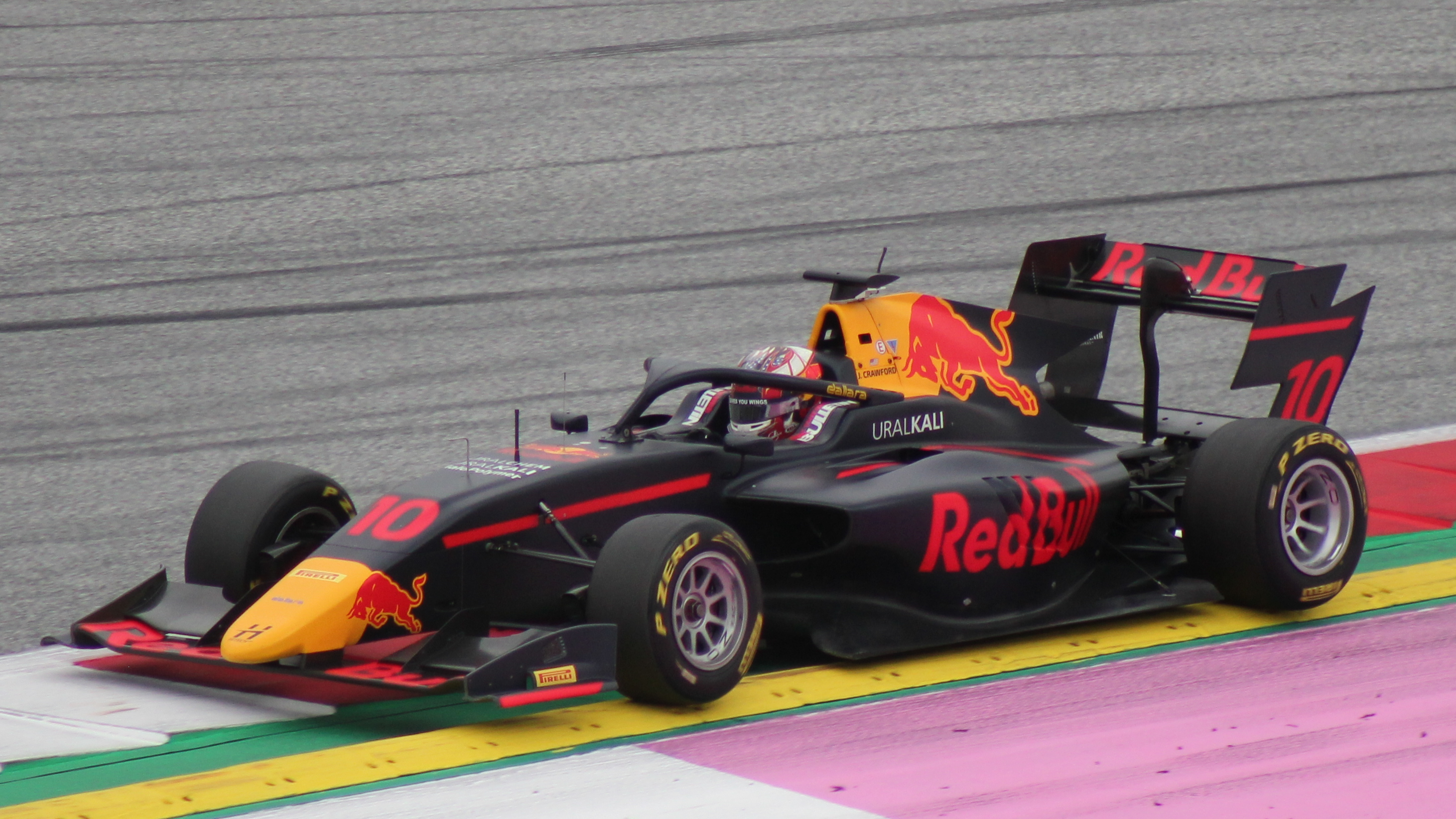
FIA F3

フォーミュラ3 (Formula 3、F3) は、自動車レースの1カテゴリーである。FIAが定義するフォーミュラカー（オープンホイール）四輪レースのうち、F2の下に位置する。
また2019年に新設された、旧F3規格に代わる新規格の詳細は「フォーミュラ・リージョナル」を参照。

## 概要
かつてはF2やF3000、GP2の下位カテゴリーに位置する国際フォーミュラレースとして、いくつかの国、地域を舞台に選手権シリーズが開催されていた。これは、2018年までのF3レースはFIAの定めるF3車の規定に従っているシャシー・エンジンを使用したシリーズが各国・地域で開催される形態であったためである。
2019年、FIAはF3の規定を大きく変更し「従来のGP3及びヨーロッパ・フォーミュラ3選手権（ヨーロピアンF3）を統合したFIA F3選手権」を発足させた。また、この変更に際し、各国のローカルシリーズの主催者から独自シリーズの存続を求める声が多く上がっていたため、FIA F3とFIA F4の中間カテゴリーとして新たに「フォーミュラ・リージョナル」を設けた。これにより、2019年現在のF3は、主に以下に分類される。
- 従来から世界各地で行われていた、2018年までの旧F3規格のシリーズ
- 旧GP3を改組したFIA F3
- FIA F3とFIA F4の中間カテゴリーとして新たに設けられたフォーミュラ・リージョナル

その他、上記のいずれとも異なるマシンで開催されるF3レースも存在する。
またF3という名称の権利はFIAが独占的に保有し、今後FIA F3がF3として公認される唯一のシリーズとなった。そのため国内シリーズ等ではF3という名称は使用できなくなった。

## 2018年以前のF3
2018年までのF3レースはFIAの定めるF3車の規定に従っているシャシー・エンジンを使用したシリーズが各国・地域で開催される形態であった。中でもイギリスF3（1951年〜2014年）・全日本F3（1979年〜2019年）・ヨーロッパF3（1975年～1984年、2012年～2018年）・ドイツF3（2003年～2014年）は、レベルの高い有力シリーズであり、最新のマシンとエンジンと技術が投入されているレースであった。シャシについては自社製造品の使用も可能であったが、2010年以降はダラーラが圧倒的なシェアを持ち、自社製などダラーラ製以外で参戦するチームが殆ど無いのが実状であった。エンジンは参戦チームがそれぞれのエンジンチューナーからレンタルし、組み合わせて使用した。
レース形式は、「1イベント・3レース」のスタイルをイギリスが2010年から、ヨーロッパが2014年から行なっていた。全日本は2011年よりイベントごとに「1イベント・2レース」と「1イベント・3レース」を併用するようになった。また距離は選手権によって違うが、最短で60〜80km前後、最長で90〜110km前後の走行距離となっていた。イギリス選手権の場合は距離ではなくタイムレース（時間制限はレースごとに異なる）となっていた。またイギリス、ヨーロッパ、全日本の選手権では別クラスで旧型シャシー（一世代前）でのエントリーが可能であった。この場合、新型と旧型の2世代のマシンの混走したレースとなっていた。もちろん、選手権ポイントは別々に与えられていた。
各選手権ごとにレギュレーションの細部が異なっているものの、シャシ・エンジン・タイヤ等の基本的な部分は同一であるため、それぞれのシリーズから参加者を募るレースが開催できたことがF3の大きな特徴である。
- マカオグランプリ（中華人民共和国・マカオ）1983年〜2018年
- マスターズF3（オランダ・ザントフールト）1991年〜2018年
- インターナショナルF3リーグ（日本・富士スピードウェイ）1990年～1993年
- コリア・スーパープリ（韓国）1999年〜2003年
- バーレーン・スーパープリ（バーレーン）2004年

などは各シリーズの上位ドライバーが参戦するためF3の世界一決定戦のような性格を持っていた。
2019年、新たに発足したFIA F3はワンメイクマシンで争われるシリーズであり、従来のF3マシンで参戦することは出来ない。
ヨーロピアンF3は、2019年より名称を「フォーミュラ・ヨーロピアン・マスターズ」と改め、引き続き2018年以前のF3規定に従ったマシンによるレースとして開催される予定だった。しかし参戦ドライバーが集まらず、シリーズの開催自体が中止に追い込まれることとなった。そのため事実上は「GP3がFIA F3に名称変更し、ヨーロピアンF3が消滅」した格好となった。ただし、ヨーロッパ地域で従来のF3規定のマシンで参戦できるシリーズは他に「ユーロ・フォーミュラ・オープン」等がある。
全日本F3は、2019年まで全日本F3の名前を継続し開催することとなった。しかし2020年より名称を変更し「全日本スーパーフォーミュラ・ライツ選手権」として開催することになった。シャシーはダラーラ開発のF320で、エンジンのマルチメイク体制が継続された（後にワンメイク化）。
従来F3規定にて争われていたマカオグランプリも、2019年からFIA F3車両によるレースとなった。また2024年からフォーミュラ・リージョナル車両に変更された。

### シャシー

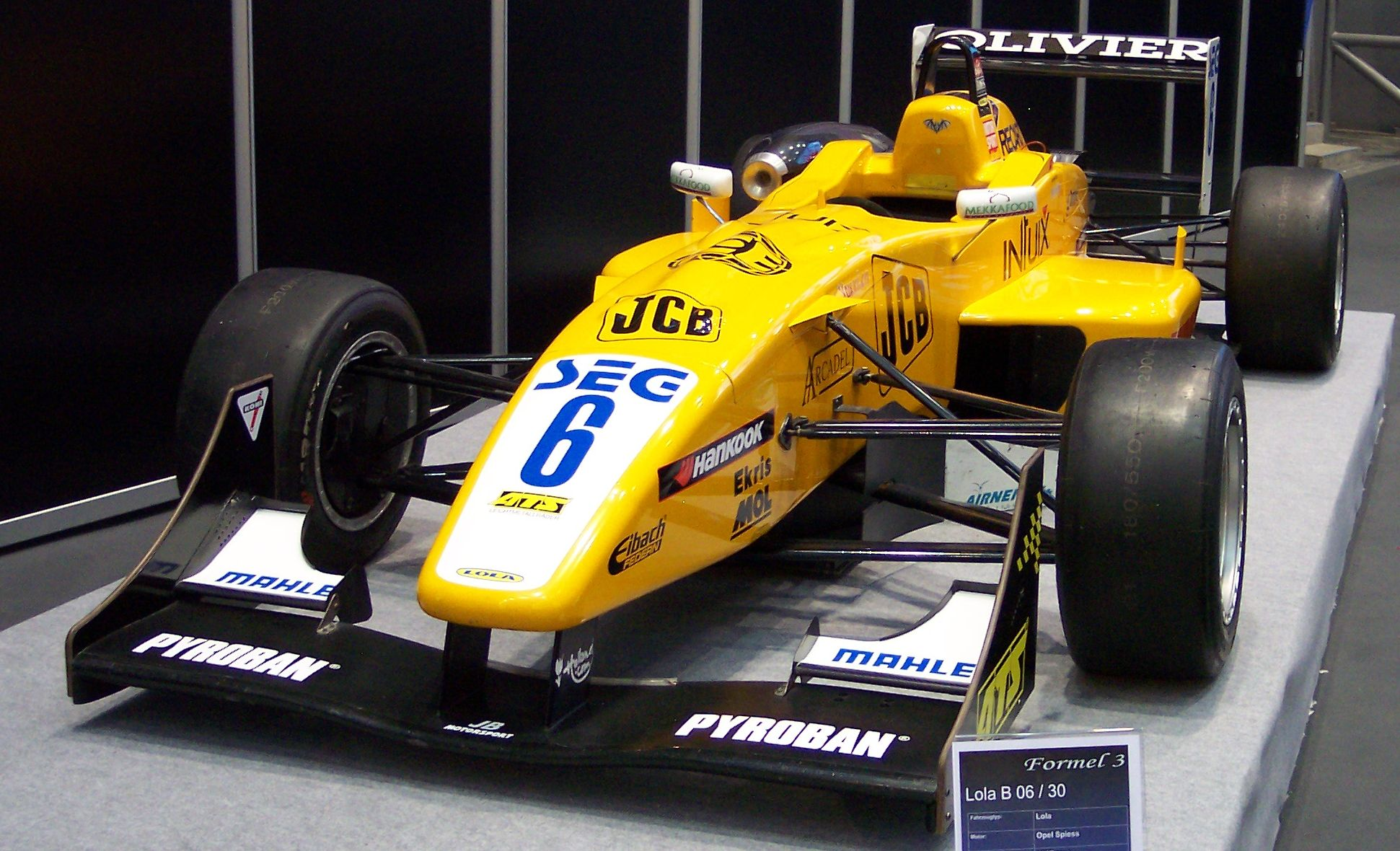
ローラB06

2010年代以降は各シリーズともイタリアのダラーラが製作したものが主流となっていたが、過去にはローラ（イギリス）やミゲール（フランス）のシャシーを使用するユーザーも存在した。
ローラのシャシーは2003年から2004年まで童夢と共同開発したもの、それ以降は独自に製作したものであり、イギリス選手権などで使用されていた。童夢のシャシーは2003年から全日本F3で使用されていたが、2006年にホンダとの参戦契約が終了したことに伴い、同年を最後にシャーシの開発を終了した。ミゲールのシャシーは2007年よりイギリス選手権で使用されていた。
イギリスは1993年、全日本は1994年、ヨーロッパは前身のユーロシリーズより2003年以降全てダラーラがチャンピオンマシンとなっている。
参戦費用高騰を防止するために、新型発売の年からの3年間はモノコックを含めて車体の基本設計を変えるモデルチェンジ及び発売は禁止されていたが、それ以外のパーツはアップデートキットとしての発売は認められていた。
最低重量は550kg。
過去には他にマーチ、マルティニ、リジェ、シェブロン、ラルト、レイナード、トムス（自社製作）、ボウマン、ヴァンディーメンなどがF3用シャシーを製造し販売・供給、1980年代には日本国内のコンストラクターとしてウエスト、オスカー、ハヤシ、ファルコン、モア・コラージュなどが独自シャシーを設計し参戦。ハヤシ・320シャシーは1981年にマーチを倒し全日本タイトルを獲得している。
| 車体名   | 供給している選手権                             | 現行車両発売年 |
| -------- | ---------------------------------------------- | -------------- |
| ダラーラ | イギリス・ヨーロッパ・全日本・スペイン・ドイツ | 2017年         |
| ローラ   | イギリス・ドイツ                               | 2008年         |
| 童夢     | 全日本（2006年まで）                           | 2006年         |
| ミゲール | イギリス                                       | 2007年         |

### エンジン

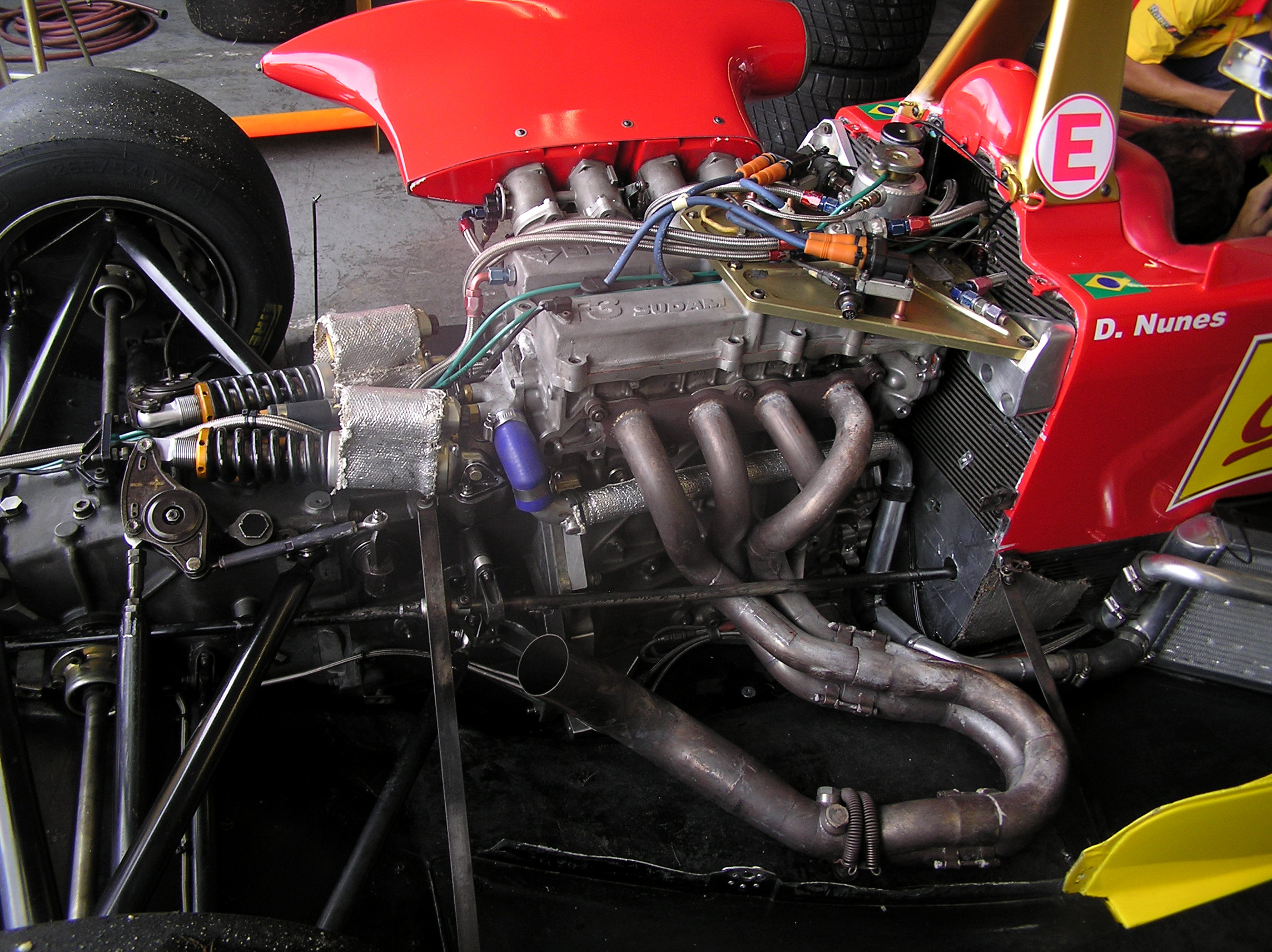
エンジン

4気筒で排気量は2,000ccまでとなっている。2013年から2018年まではレース専用設計のエンジンの開発・使用が認められていた。
2012年までは市販車に搭載されていて、年間2,500台以上生産されホモロゲーションされたエンジンをベースにしなければならないとされていた。なおベースエンジンの排気量には規定は無く、2,000cc以下やそれ以上のエンジンを、レギュレーションに規定されている「2,000cc」へ変更することが許されている。また同メーカーエンジンの違うシリンダーヘッドとシリンダーブロックを組合わせて使用することも可能だった。
リストリクター（エンジンへの吸気量を制限する装置）を装着していること（2013年現在は、直径×幅：28mm×3mm）で、どのメーカー（チューナー）のエンジンでも最高回転数は6,500rpm前後。出力は2012年までの仕様で210PS程度（26mm×3mm、1996年までは24mm×3mmで170PS程度）、最高速度はギアレシオによっては270km/h前後まで出る。
2012年からは2,000cc NAは変更無いものの、2011年のWRCやWTCCで使用されるグローバルレースエンジン（GRE：1.6L ターボ）のシリンダーヘッドとシリンダーブロックをベースにした直噴エンジンに変更することが決定した。その後FIAの作業部会（Single Seater Technical Working Group）による再検討の結果、新エンジン規定導入は2013年からとなり、さらにGREベース案も修正されF3専用の2,000cc自然吸気、直噴エンジン、リストリクター直径28mmとなった。ところが欧州のF3で主力となっているメルセデス・ベンツ、フォルクスワーゲンの両メーカーが2013年の直噴エンジン投入を見送ることを発表したため、2013年は全日本F3でのみ直噴エンジンが使われた。

#### F3で使用されたエンジンの一例
| エンジン名                     | チューナー名                   | 形式名  | 供給していた選手権・年代                                             | 備考                               |
| ------------------------------ | ------------------------------ | ------- | -------------------------------------------------------------------- | ---------------------------------- |
| 戸田レーシング                 | 戸田レーシング                 | TR-F301 | 全日本（～2020）                                                     | 2013年規格                         |
| トヨタ-トムス                  | トムス                         | TAZ31   | 全日本（～2023）                                                     | 2013年規格                         |
| フォルクスワーゲン             | スピース                       | OXY     | ヨーロッパ（～2018）・全日本（2016～2023）                           | 2013年規格                         |
| メルセデス・ベンツ             | HWA                            | F3-414  | ヨーロッパ（～2018）・全日本（2016～2019）                           | 2013年規格                         |
| スリーボンド                   | 東名エンジン                   | TB14F3  | ヨーロッパ（2012～2016）・全日本（2017～2023）                       | 2013年規格                         |
| 無限ホンダ                     | M-TEC                          | MF204D  | 全日本（～2016）                                                     | 2013年規格                         |
| ニールブラウン・エンジアリング | ニールブラウン・エンジアリング | NBE4    | ヨーロッパ（～2016）                                                 | 2013年規格                         |
| 無限ホンダ                     | ニールブラウン・エンジアリング | MF204C  | イギリス（～2009、～2011/ルーキークラス） ・オーストラリア（～2016） |                                    |
| トヨタ-トムス                  | トムス・ハナシマレーシング     | 3S-GE   | 全日本（～2017/Nクラス）                                             |                                    |
| メルセデス・ベンツ             | HWA                            | M271    | ヨーロッパ・イギリス・ドイツ・オーストラリア                         |                                    |
| フォルクスワーゲン             | スピース                       | A41     | ヨーロッパ・イギリス・ドイツ                                         |                                    |
| オペル                         | スピース                       | X18XE   | ドイツ・オーストラリア                                               | 2004年をもってワークス活動を終了。 |

過去に於いてはフォード、フィアット、日産等も供給されていた。
ユーロシリーズ（ヨーロッパ選手権の前身）、イギリスシリーズでは、従来メルセデスが圧倒的な強さで、シリーズランキング上位を独占していた。2007年シーズン途中からフォルクスワーゲンがユーロシリーズに復帰し、2008年からはメルセデスと同等の戦闘力を発揮した。これによりメルセデスの優位性が崩れ、フォルクスワーゲンへ変更するチームが出てきた。さらに、フォルクスワーゲンエンジンはイギリスF3でも2008年から登場し、2009年シーズンはチャンピオンエンジンとなった（1991年の旧ドイツ選手権以来）。メルセデスとフォルクスワーゲンのエンジン競争が生まれた事で、既にワークス活動を終了してるオペルと無限エンジンではチャンピオン争いに参加する事が出来なくなり、ユーロシリーズからはオペルが、イギリスでは無限がインターナショナルクラスから姿を消した。このため、本来トヨタ-トムスエンジンを使うべき立場にあるトヨタ・ヤングドライバーズ・プログラム (TDP) からの参戦ドライバーや、自動車メーカー直系育成プログラムドライバーもチャンピオン争いを考慮し、ヨーロッパ選手権やイギリス選手権ではメルセデスやフォルクスワーゲンで参戦していた。2014年からは10年ぶりにルノーがヨーロッパ選手権に復帰した。
全日本では、トヨタ-トムスが20年ぶりに新型エンジン「1AZ-FE」を2007年シーズンから登場させ、それまで使用されていた「3S-GE」がナショナルクラスのワンメイク指定エンジンとなった。さらに2013年には前述の直噴エンジン化に伴い、新エンジンの「TAZ31」が登場した。無限エンジンは、2007年でワークスによるエンジン開発が一旦終了し、全日本は戸田レーシング、イギリス選手権はニールブラウン・エンジニアリングによってチューニングが行われていたが、2013年よりワークス参戦が復活した。

### ギアボックス
2001年までは「5速・Hパターン」ミッションだったのが、2002年からはシーケンシャルミッションと呼ばれる前後の操作のみでギアチェンジができる6速のギアボックスが登場した。2013年からは、ステアリング（ハンドル）から手を離さずギヤ操作のできる「パドルシフト」が採用された。

### タイヤ
全ての選手権及びイベントにおいてレギュレーションでワンメイクとされ、晴用のスリックタイヤ及び雨用のレインタイヤもそれぞれ1種類と決められている。全ての選手権及びマスターズF3、マカオGPでは使用できるタイヤの本数が晴用・雨用ともに制限されている。またタイヤウォーマーの使用は禁止されている。
| タイヤ名   | 供給していた選手権・イベント |
| ---------- | ---------------------------- |
| クーパー   | イギリス                     |
| クムホ     | オーストラリア・マスターズ   |
| ヨコハマ   | 全日本・ドイツ・マカオGP     |
| ハンコック | ヨーロッパ                   |
| ダンロップ | スペイン                     |

### 禁止事項
F1及びGP2で認められているカーボン製のディスクブレーキ、その他のハイテクシステム（アクティブサスペンション、トラクションコントロールシステム、アンチロックブレーキシステムなど）の搭載及び使用は禁止されている。

### その他
- 2002年からはECU（エンジンコントロールユニット）をドイツのボッシュ社が統一した仕様で全てのエンジンに供給をしている。これはエンジンによって違うECUの開発費を抑制する目的でもある。また、それに伴いディスプレイもボッシュ社製のものが使用されている。
- イギリス選手権（1951年〜2014年）は国際シリーズであり、イギリス国内のサーキットだけではなく、ベルギー（スパ・フランコルシャン）、イタリア（モンツァ）、ハンガリー（ハンガロリンク）、フランス（マニクール・サーキット）等の国外でもレースを開催していた。また「ナショナルクラス」（一世代落ちシャシー使用）ではエンジン開発競争費用抑制のため、エンジンはチューナーである「ニール・ブラウン・エンジニアリング」の完全管理の下で無限エンジンのワンメイクとなっていた。
- スペインF3ではエンジンの開発費用高騰を防ぐため、2006年以降トヨタエンジンのワンメイクとなった。
- ユーロ選手権ではメーカーによる過剰な開発競争を抑制する為にホイールがドイツの「ATS」に、またサスペンションはオランダの「KONI」に統一されている。2006年シーズンからマシンはダラーラのワンメイクとなっている。
- 環境面を配慮してユーロシリーズでは、排気ガスに含まれる有害物質の排出を極力抑える目的で排気管に触媒を取り付けている。全日本では触媒のほか音量規制に伴い、サイレンサーを取り付けている。しかし、マカオGPの時はマフラーの取り付け義務がないので取り外して走行する。
- 2010年から、全日本選手権の冠スポンサーに人材教育コンサルティング会社のアチーブメント株式会社がついた。自社のセミナーをドライバーやスタッフに実施し、F1ドライバーを育成するのが目的[要出典]。同スポンサーシップは2012年シリーズまで継続された。
- スペインF3は2009年からヨーロピアンF3オープンに名称を変更し開催されていたが、2014年よりユーロ・フォーミュラ・オープンに名称を変更する。これは、ヨーロピアンF3オープンでは旧世代のマシンであるF312の使用を継続するため、F3を名乗ることが出来なくなったためである。
- 2016年からイギリスで開催されているBRDCイギリスF3は、従来のF3規定とは異なるマシンを使用しているがF3の名が冠されている。しかし2021年からGB3選手権に名称変更した[14]。
- ユーロ・フォーミュラ・オープンは2018年までシャシーはF312、エンジンはトヨタ製のワンメイクシリーズであったが、2019年よりシャシーをF317に更新し、メルセデスとフォルクスワーゲンのエンジンの使用が許可された。これにより、2018年限りで消滅したヨーロッパF3に参戦していたチームは2019年にユーロ・フォーミュラ・オープンに参戦することが可能になった。

## FIA F3
国際自動車連盟（FIA）では2019年から、F3の名を持つ新カテゴリーとして『FIA F3』を発足させた。
FIAでは「従来のGP3及びヨーロッパ・フォーミュラ3選手権（ヨーロピアンF3）を統合したシリーズ」としているが、マシン規定的には従来のGP3を引き継ぎ、ダラーラ製のワンメイクシャシーにメカクローム製の3.4L V型6気筒・自然吸気エンジンを搭載、タイヤもピレリのワンメイクとなっている。一方で従来との相違点としては、新たにドラッグリダクションシステム（DRS）の搭載が認められたほか、ドライバーの安全確保を目的として、フォーミュラ1（F1）で2018年より採用されている「Halo」がコックピットに装着される。
レースフォーマットはF2やGP3と同様な点が多く、1イベント2レース制となっている。金曜日にフリー走行と予選30分、土曜日にレース1（スプリントレース）、日曜日にレース2（フィーチャーレース）を行う。
レース1は、予選での上位1〜12位は逆順に並べ替えられたグリッドでスタートする（リバースグリッド方式）。レース2は、予選結果順のグリッドからスタートする。ポイントシステムは以下の通り。
スプリントレース
| 順位     | 1位 | 2位 | 3位 | 4位 | 5位 | 6位 | 7位 | 8位 | 9位 | 10位 | FL |
| ポイント | 10  | 9   | 8   | 7   | 6   | 5   | 4   | 3   | 2   | 1    | 1  |

フィーチャーレース
| 順位     | 1位 | 2位 | 3位 | 4位 | 5位 | 6位 | 7位 | 8位 | 9位 | 10位 | PP | FL |
| ポイント | 25  | 18  | 15  | 12  | 10  | 8   | 6   | 4   | 2   | 1    | 2  | 1  |

### マシン
- シャシー：F3 2019（ダラーラ製）

- エンジン：3.4L DOHC V6
- ギアボックス：6速パドルシフトギアボックス（＋リバース）
- 重量：673 kg
- 出力：380  hp（283  kW）
- 燃料：アラムコ製持続可能燃料[16]
- 燃料容量：65リットル（17ガロン）
- 燃料供給：直接燃料噴射
- 吸引：自然吸気
- 全長：4,965 mm（195 in）
- 全幅：1,885 mm（74インチ）
- ホイールベース：2,880 mm（113 in）
- ステアリング：非アシストラックアンドピニオン
- タイヤ：Pirelli P Zero ドライ/Cinturato ウェット

### 歴代チャンピオン
| 年     | チャンピオン             | 国籍           |
| ------ | ------------------------ | -------------- |
| 2019年 | ロバート・シュワルツマン | ロシア         |
| 2020年 | オスカー・ピアストリ     | オーストラリア |
| 2021年 | デニス・ハウガー         | ノルウェー     |
| 2022年 | ビクター・マルタンス     | フランス       |
| 2023年 | ガブリエル・ボルトレト   | ブラジル       |
| 2024年 | レオナルド・フォルナロリ | イタリア       |
| 2025年 | ラファエル・カマラ       | ブラジル       |

## F1への登竜門
2015年まで、F3ユーロシリーズ・イギリス・ヨーロッパ・イタリア・スペイン・全日本のF3チャンピオンには、当該シリーズの最終戦から12ヶ月以内にドライバーからの申請があれば無条件でスーパーライセンスの発給が行われていた（発給には国際A級ライセンスが必要だが、F3チャンピオンであれば発給条件を満たしているのが普通）ため、F3がF1への登竜門として注目されていた。セカンドカテゴリである国際F3000・GP2チャンピオン経験者がF1チャンピオンになった例はルイス・ハミルトン及びニコ・ロズベルグだけであるのに対し、F3チャンピオン経験者がF1チャンピオンに輝いた例は多数存在する。
また、F3のチャンピオン（イギリス・ヨーロッパの場合）を獲った翌年に次の上級カテゴリー（F1, GP2, フォーミュラ・ニッポンなど）へステップアップするには、スポンサー（F1やGP2等のスポンサーの場合）からのサポートがある場合はほぼ間違いなくシートが用意されているが、スポンサーがない場合はシート獲得が極めて厳しい状況となっている。

### F1チャンピオンになったF3チャンピオン
| 氏名                           | 選手権名              | F3チャンピオン獲得年       | F1チャンピオン獲得年            |
| ------------------------------ | --------------------- | -------------------------- | ------------------------------- |
| ジャッキー・スチュワート       | イギリス              | 1964年                     | 1969, 1971, 1973年              |
| エマーソン・フィッティパルディ | イギリス              | 1969年                     | 1972, 1974年                    |
| ネルソン・ピケ                 | イギリス              | 1978年                     | 1981, 1983, 1987年              |
| アラン・プロスト               | フランス ・ヨーロッパ | 1978年（仏）、1979年（欧） | 1985, 1986, 1989, 1993年        |
| アイルトン・セナ               | イギリス              | 1983年                     | 1988, 1990, 1991年              |
| ミカ・ハッキネン               | イギリス              | 1990年                     | 1998, 1999年                    |
| ミハエル・シューマッハ         | ドイツ                | 1990年                     | 1994, 1995, 2000 - 2004年       |
| ルイス・ハミルトン             | ユーロ                | 2005年                     | 2008, 2014, 2015, 2017 - 2020年 |

## 日本のF3

### 歴史
日本では1979年より日本フォーミュラスリー協会が独自に開催し、1981年より日本自動車連盟 (JAF) 公認の全日本F3選手権となった。上位カテゴリーである富士GCや全日本F2参戦を目指す若手ドライバーの登竜門的存在であり、F3創設当初はチャンピオンを獲得した鈴木利男や佐々木秀六にヨーロッパのレース参戦スカラシップが与えられた。またランキング上位のドライバーは、F3規格で開催され各国のランキング上位が集結するマカオグランプリに参戦する権利が与えられた。
1980年代後半のバブル景気の絶頂期になると、日本企業のスポンサーマネーを目的とした諸外国からの有力ドライバーが多数参戦し、予選参戦台数が40台を超える盛況となった一方、チャンピオンは1991年から2005年までの15年中13年が外国籍選手の獲得（日本人王者は1996年脇阪寿一と2002年小暮卓史の2例のみ）であり、相対的に日本人ドライバーの力不足が目立つようになった。さらにその後、有力若手日本人ドライバーは自動車メーカーによる育成プログラムの出身が増え、スカラシップを得てヨーロッパのF3やF4に参戦するケースが増えた。2010年代に入ると、日本人ドライバーによるチャンピオン獲得が続いている。また近年はアジア諸国のドライバーの参戦も増加した。
前述のとおり、全日本F3は2020年より「全日本スーパーフォーミュラ・ライツ選手権」として開催されると同時に、新たに「フォーミュラ・リージョナル・ジャパニーズ・チャンピオンシップ」の開催も開始されることから、F3格式のレースとして2つのカテゴリーが併存することになる。

### マシン
シャーシは、これまで外国製ではダラーラ、マーチ、ラルト、レイナード、マルティニ、ボウマン、ヴァン・ディーメンなどが参戦していたが、現在ではダラーラのみが使用されている。国産では、かつてはハヤシやトムスが参戦しており（トムスについては実際はイギリス法人のトムスGBが開発を担当していたため、国産に含めない場合もある）、童夢もローラと組み2003年から2006年にかけてシャーシを供給していた（2005年以降は単独供給）。
エンジンはトヨタ-トムス、無限ホンダ、スリーボンド（日産）、フォルクスワーゲンやHKS（三菱）、フィアット、オペルなどが参戦していた。特にトヨタ-トムスと無限ホンダは激しいチャンピオン争いを展開したが、00年代半ばから無限ホンダはシェアを減らし、トヨタ-トムスの独壇場となった。また2014年の規約改定以降はそれまでチューナーであった戸田レーシングやスリーボンドが独自開発したエンジンを投入している。
2016年、フォルクスワーゲンエンジンが全日本F3に初参戦したのを皮切りに、2017年にはスリーボンド（東名エンジン）がエンジン供給を再開、さらにメルセデス・ベンツエンジンも5年ぶりに参戦となり、既存メーカーと合わせて5ブランドのエンジンが参戦することになった。
タイヤは1987年まではダンロップとヨコハマも供給をしていたが、1988年から2008年までブリヂストン、2009年・2010年の2シーズンはハンコックタイヤ、そして2011年〜2019年はヨコハマのコントロールタイヤとなっている。

### クラス分け
バブル景気崩壊以後参戦台数が減少し、参戦台数が15-20台程度と低迷する傾向が長期にわたって続いている。このため何度か旧型シャシーによる下級クラスを設ける試みが行われているが、あまり参加者数の増加にはつながっていない。1995年に旧型シャーシ（一世代前）を使用したBクラスが設けられたが、参加台数の減少により廃止された。2002年には再び旧型シャーシを使用したBクラスが復活したが、実際にはBクラスのエントリーはなかった。2005年にはBクラスを廃止する代わりに、旧型シャーシでのエントリーを認める規則改正がなされたが、実際には旧型シャーシによるエントリーはほとんどなかった。
2008年には、これまで主力だった3S-GEエンジンを活用する目的で、エンジンを3S-GEのワンメイクとし旧型シャーシを使用した「ナショナルクラス（Nクラス）」が創設された。開幕戦には7台のエントリーがあり、ステップアップした若手ドライバーと、ジェントルマンドライバーによるエントリーが中心である。
2018年にはNクラスのマシンがF312世代に刷新されたが、参戦はわずか1台のみに留まり、2019年には参戦は無かった。
2019年より、40歳以上のジェントルマンドライバーと、女性ドライバーを対象に『マスタークラス』が新設され、各レースごとにエントリーしたドライバーを対象に表彰される。

### 年間レース数
年間約9ラウンドが日本全国のサーキットで開催されている。なお2001年より、若手ドライバーにより多くのレース経験を積ませることを目的に1大会2レース制が導入され、ヨーロッパの選手権に近い形となっている。

## 歴代チャンピオン
| 年   | 全日本 (1979 - 2019)             | イギリス (1951 - 2014)                | ドイツ （1950 - 2014）           | フランス （1964 - 2002)        | イタリア （1964 - 2012）   | ユーロシリーズ （2003 - 2012） ヨーロッパ （2012 - 2018） |
| ---- | -------------------------------- | ------------------------------------- | -------------------------------- | ------------------------------ | -------------------------- | --------------------------------------------------------- |
| 1973 | （未設置）                       | トニー・ブライズ                      | Will Deutsch                     | ジャック・ラフィット           | カルロ・ジョルジョ         | （開催されず）                                            |
| 1974 | （未設置）                       | ブライアン・ヘントン                  | Will Deutsch                     | （開催されず）                 | アルベルト・コロンボ       | （開催されず）                                            |
| 1975 | （未設置）                       | グンナー・ニルソン                    | Ernest Maring                    | （開催されず）                 | ルシアーノ・パヴェーシ     | ラリー・パーキンス                                        |
| 1976 | （未設置）                       | ルパート・キーガン                    | Bertram Schafe                   | （開催されず）                 | リカルド・パトレーゼ       | リカルド・パトレーゼ                                      |
| 1977 | （未設置）                       | デレック・デイリー                    | ペーター・シュハーマン           | （開催されず）                 | エリオ・デ・アンジェリス   | ピエルカルロ・ギンザーニ                                  |
| 1978 | （未設置）                       | ネルソン・ピケ デレック・ワーウィック | Bertram Schafe                   | （開催されず）                 | ジークフリート・ストール   | ヤン・ラマース                                            |
| 1979 | 鈴木利男                         | チコ・セラ                            | ミハエル・コルテン               | アラン・プロスト               | ピエルカルロ・ギンザーニ   | アラン・プロスト                                          |
| 1980 | 佐々木秀六                       | ステファン・ヨハンソン                | フランク・イェリンスキー         | アラン・フェルテ               | グイド・パルディーニ       | ミケーレ・アルボレート                                    |
| 1981 | 中子修                           | ジョナサン・パーマー                  | フランク・イェリンスキー         | フィリップ・ストレイフ         | エディ・ビアンキ           | マウロ・バルディ                                          |
| 1982 | 中本憲吾                         | トミー・バーン                        | ジョン・ニールセン               | ピエール・プティ               | エンツォ・コローニ         | オスカー・ララウリ                                        |
| 1983 | 藤原吉政                         | アイルトン・セナ                      | フランツ・コンラット             | ミッシェル・フェルテ           | イヴァン・カペリ           | ピエルルイジ・マルティニ                                  |
| 1984 | 兵頭秀二                         | ジョニー・ダンフリーズ                | クルト・ティーム                 | オリビエ・グルイヤール         | アレッサンドロ・サンティン | イヴァン・カペリ                                          |
| 1985 | 佐藤浩二                         | マウリシオ・グージェルミン            | フォルカー・ヴァイドラー         | ピエール＝アンリ・ラファネル   | フランコ・フォリーニ       | （休止）                                                  |
| 1986 | 森本晃生                         | アンディ・ウォレス                    | クリス・ニッセン                 | ヤニック・ダルマス             | ニコラ・ラリーニ           |                                                           |
| 1987 | ロス・チーバー                   | ジョニー・ハーバート                  | ベルント・シュナイダー           | ジャン・アレジ                 | エンリコ・ベルタッジア     |                                                           |
| 1988 | 中谷明彦                         | JJ・レート                            | ヨアヒム・ヴィンケルホック       | エリック・コマス               | エマニュエル・ナスペッティ |                                                           |
| 1989 | 影山正彦                         | デビッド・ブラバム                    | カール・ヴェンドリンガー         | ジャン＝マルク・グーノン       | ジャンニ・モルビデリ       |                                                           |
| 1990 | 服部尚貴                         | ミカ・ハッキネン                      | ミハエル・シューマッハ           | エリック・エラリー             | ロベルト・コルチアゴ       |                                                           |
| 1991 | パウロ・カーカッシ               | ルーベンス・バリチェロ                | トム・クリステンセン             | クリストフ・ブシュー           | ジャンバティスタ・ブージ   |                                                           |
| 1992 | アンソニー・レイド               | ジル・ド・フェラン                    | ペドロ・ラミー                   | フランク・ラゴルス             | マックス・アンジェレッリ   |                                                           |
| 1993 | トム・クリステンセン             | ケルヴィン・バート                    | ヨス・フェルスタッペン           | ディディエ・コッタズ           | クリスチャン・ペスカトリ   |                                                           |
| 1994 | ミハエル・クルム                 | ヤン・マグヌッセン                    | ヨルグ・ミューラー               | ジャン＝フィリップ・ベロク     | ジャンカルロ・フィジケラ   |                                                           |
| 1995 | ペドロ・デ・ラ・ロサ             | オリバー・ギャビン                    | ノルベルト・フォンタナ           | ローレン・レドン               | ルカ・ランゴーニ           |                                                           |
| 1996 | 脇阪寿一                         | ラルフ・ファーマン                    | ヤルノ・トゥルーリ               | ソエイル・アヤリ               | アンドレア・ボルドリーニ   |                                                           |
| 1997 | トム・コロネル                   | ジョニー・ケイン                      | ニック・ハイドフェルド           | パトリス・ガイ                 | オリバー・マルティニ       |                                                           |
| 1998 | ピーター・ダンブレック           | マリオ・ハーバーフェルド              | バス・ラインダース               | デビッド・サイレンス           | ドニー・クレベルス         |                                                           |
| 1999 | ダレン・マニング                 | マーク・ハインズ                      | クリスチャン・アルバース         | セバスチャン・ボーデ           | ピーター・サンドバーグ     |                                                           |
| 2000 | セバスチャン・フィリップ         | アントニオ・ピッツォニア              | ジョルジオ・パンターノ           | ジョナサン・コシェ             | ダビデ・ウボルディ         |                                                           |
| 2001 | ブノワ・トレルイエ               | 佐藤琢磨                              | 金石年弘                         | 福田良                         | ロレンツォ・デル・ガル     |                                                           |
| 2002 | 小暮卓史                         | ロビー・カー                          | ゲイリー・パフェット             | トリスタン・ゴメンディ         | ミロス・パブロビッチ       |                                                           |
| 2003 | ジェームス・コートニー           | アラン・ファン・デル・メルヴェ        | ジョアオ・パオロ・デ・オリベイラ | (終了し、ユーロシリーズに変更) | ファウスト・イッポリティ   | ライアン・ブリスコー                                      |
| 2004 | ロニー・クインタレッリ           | ネルソン・ピケJr.                     | バスティアン・コルムゼー         |                                | マッテオ・クレッソーニ     | ジェイミー・グリーン                                      |
| 2005 | ジョアオ・パオロ・デ・オリベイラ | アルヴァロ・パレンテ                  | ペター・エルックマン             |                                | ルイジ・フェラーラ         | ルイス・ハミルトン                                        |
| 2006 | エイドリアン・スーティル         | マイク・コンウェイ                    | ホーピン・タン                   |                                | マウロ・マッシローニ       | ポール・ディ・レスタ                                      |
| 2007 | 大嶋和也                         | マルコ・アスマー                      | カルロ・ヴァン・ダム             |                                | パオロ・マリア・ノチェラ   | ロマン・グロージャン                                      |
| 2008 | カルロ・ヴァン・ダム             | ハイメ・アルグエルスアリ              | フレデリック・フェルフィスク     |                                | ミルコ・ボルトロッティ     | ニコ・ヒュルケンベルグ                                    |
| 2009 | マーカス・エリクソン             | ダニエル・リチャルド                  | ローレンス・ヴァントール         |                                | ダニエル・ザンピエリ       | ジュール・ビアンキ                                        |
| 2010 | 国本雄資                         | ジャン＝エリック・ベルニュ            | トム・ディルマン                 |                                | セザール・ラモス           | エドアルド・モルタラ                                      |
| 2011 | 関口雄飛                         | フェリペ・ナスル                      | リッチー・スタナウェイ           |                                | セルジオ・カムパーナ       | ロベルト・メリ                                            |
| 2012 | 平川亮                           | ジャック・ハーヴェイ                  | ジミー・エリクソン               |                                | リカルド・アゴスチーニ     | ダニエル・ジュンカデラ                                    |
| 2013 | 中山雄一                         | ジョーダン・キング                    | マルヴィン・キルヒヘファー       |                                | （終了）                   | ラファエル・マルチェッロ                                  |
| 2014 | 松下信治                         | マルティン・ツァオ                    | マルクス・ポマー                 |                                |                            | エステバン・オコン                                        |
| 2015 | ニック・キャシディ               | （2016年からBRDC F3として開催）       | （終了）                         |                                |                            | フェリックス・ローゼンクヴィスト                          |
| 2016 | 山下健太                         | マテウス・レイスト                    |                                  |                                |                            | ランス・ストロール                                        |
| 2017 | 高星明誠                         | エナム・アーメド                      |                                  |                                |                            | ランド・ノリス                                            |
| 2018 | 坪井翔                           | リヌス・ルンドクヴィスト              |                                  |                                |                            | ミック・シューマッハ                                      |
| 2019 | サッシャ・フェネストラズ         |                                       |                                  |                                |                            | （開催中止）                                              |
| 2020 | （SF Lightsに移行）              |                                       |                                  |                                |                            |                                                           |

### 2019年以降（FIA F3）
| 年   | ドライバー               | チーム             | ポール数 | 優勝数 | 表彰台数 | ファステストラップ | ポイント |
| ---- | ------------------------ | ------------------ | -------- | ------ | -------- | ------------------ | -------- |
| 2019 | ロバート・シュワルツマン | プレマ・レーシング | 2        | 3      | 10       | 2                  | 212      |
| 2020 | オスカー・ピアストリ     | プレマ・レーシング | 0        | 2      | 6        | 3                  | 164      |
| 2021 | デニス・ハウガー         | プレマ・レーシング | 3        | 4      | 9        | 5                  | 205      |
| 2022 | ビクター・マルタンス     | ARTグランプリ      | 0        | 2      | 6        | 1                  | 139      |
| 2023 | ガブリエル・ボルトレト   | トライデント       | 1        | 2      | 6        | 3                  | 164      |
| 2024 | レオナルド・フォルナロリ | トライデント       | 2        | 0      | 7        | 1                  | 153      |